# Schorenshaff
Schorenshaff  est un lieu-dit de la commune luxembourgeoise de Manternach situé dans le canton de Grevenmacher.